# Henri Van Averbeke
Henri Van Averbeke (Anversa, 26 ottobre 1900 – Anversa, 1º novembre 1946) è stato un calciatore belga, di ruolo difensore.

## Carriera

### Club
Ha sempre giocato nel campionato belga, rimanendo legato al Beerschot per tutta la durata della sua carriera, disputando la prima divisione dove ha segnato 9 gol in 185 incontri e conquistando cinque titoli di Campione del Belgio.

### Nazionale
Van Averbeke debuttò con la nazionale belga a 25 anni, nel 1926, venendo selezionato con la squadra che giocò le Olimpiadi di Amsterdam 1928 e maturando, fino al 1929, 14 presenze.

## Palmarès

### Club
- Campionato belga: 5

Beerschot: 1921-1922, 1923-1924, 1924-1925, 1925-1926, 1927-1928